# Palazzo Sanfelice di Bagnoli

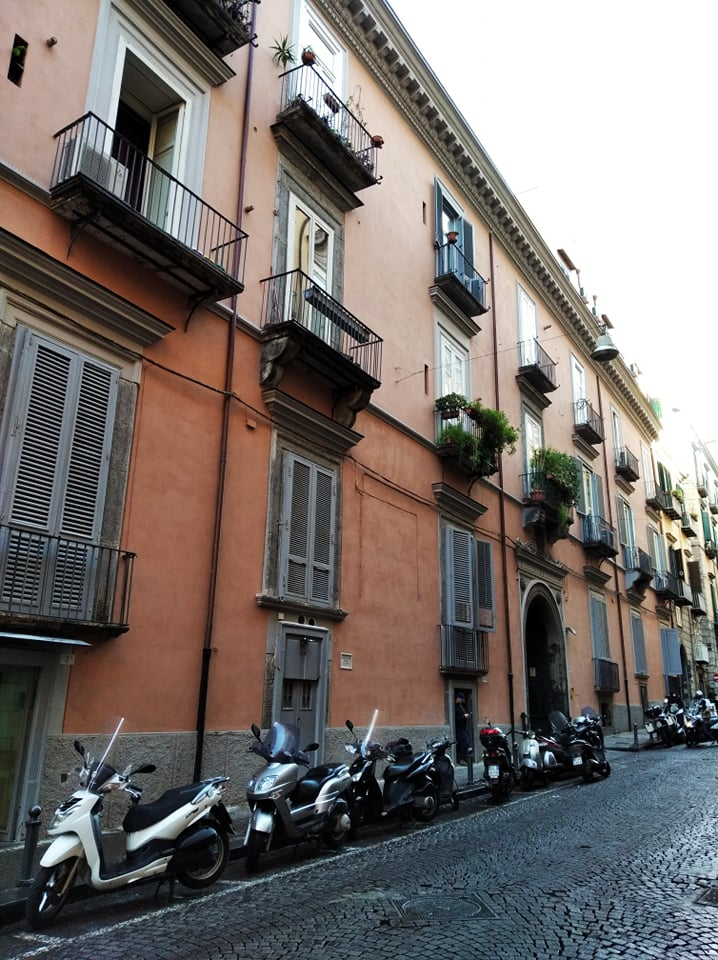
Palazzo Sanfelice di Bagnoli in Neapel

Der Palazzo Sanfelice di Bagnoli ist ein Palast aus dem 16. Jahrhundert im Viertel San Ferdinando in Neapel in der italienischen Region Kampanien. Er liegt in der Via Monte di Dio, 4.

## Geschichte
Ende des 16. Jahrhunderts kaufte die Familie De Acuña zwei nebeneinander liegende Grundstücke mit Palästen und Gärten, eines an der Via Monte di Dio und eines an der Egiziaca a Pizzofalcone. Die beiden Paläste gehörten auch noch im Laufe des 18. Jahrhunderts der obengenannten Familie. Das französische Kataster, das ab 1815 veröffentlicht wurde, bezeugt, dass damals beide Gebäude dem Grafen Antonio Monforte gehörten. Das Eigentum an diesen beiden Gebäuden fiel Mitte des 19. Jahrhunderts an die Familie Sanfelice, da die Tochter der Familie, Giustina Monforte, den Palast in der Via Monte di Dio als Mitgift in die Ehe mit Fabio Sanfelice, dem Herzog von Bagnoli, einbrachte. Deren Nachkommen besitzen heute noch einige Teile der Immobilie, auch wenn diese im Laufe der Zeit aufgeteilt wurde.

## Beschreibung
Der Palast zeigt eine Fassade mit drei Stockwerken, über denen ein gezahntes Traufgesims stark hervorspringt. Wenn man durch das Eingangsportal mit dem Wappen der Familie Sanfelice und den kurzen Empfangsraum geht, gelangt man in den Haupthof mit rechteckigem Grundriss, auf dessen rechter Seite sich eine offene Treppe mit einem Bogen pro Stockwerk – vermutlich aus dem 18. Jahrhundert – befindet. An der Rückwand dieses Innenhofes gibt es einen Durchgang (über dem das Wappen der Familie Monforte angebracht ist), der zu einem zweiten Innenhof und von dort aus weiter in den Garten führt.

## Bildergalerie

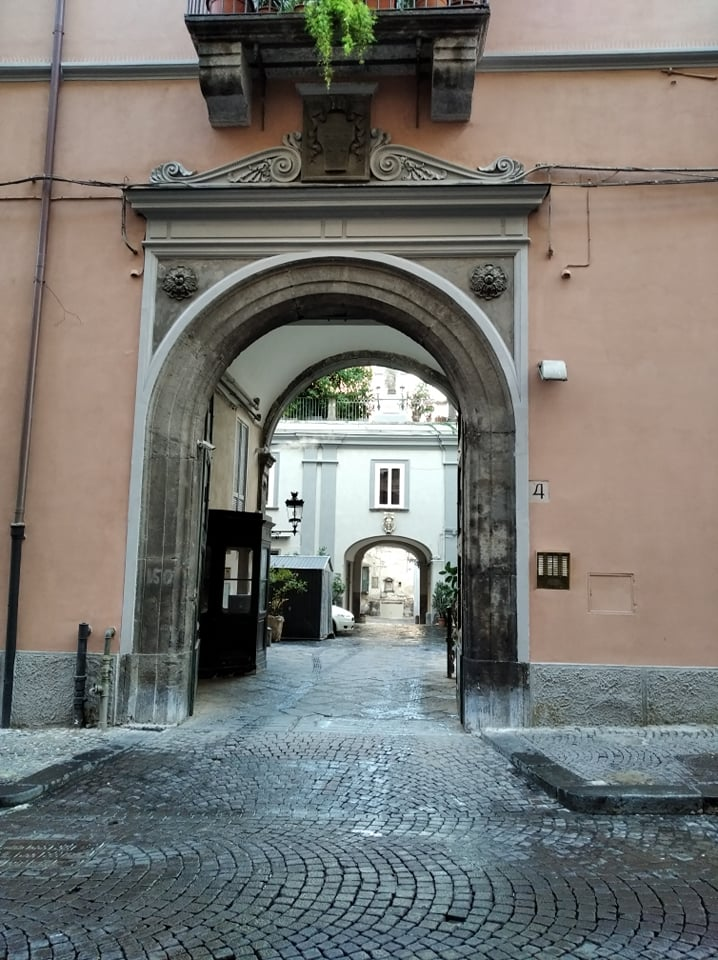
Eingangsportal mit dem Wappen der Sanfelice; im Hintergrund der Haupthof
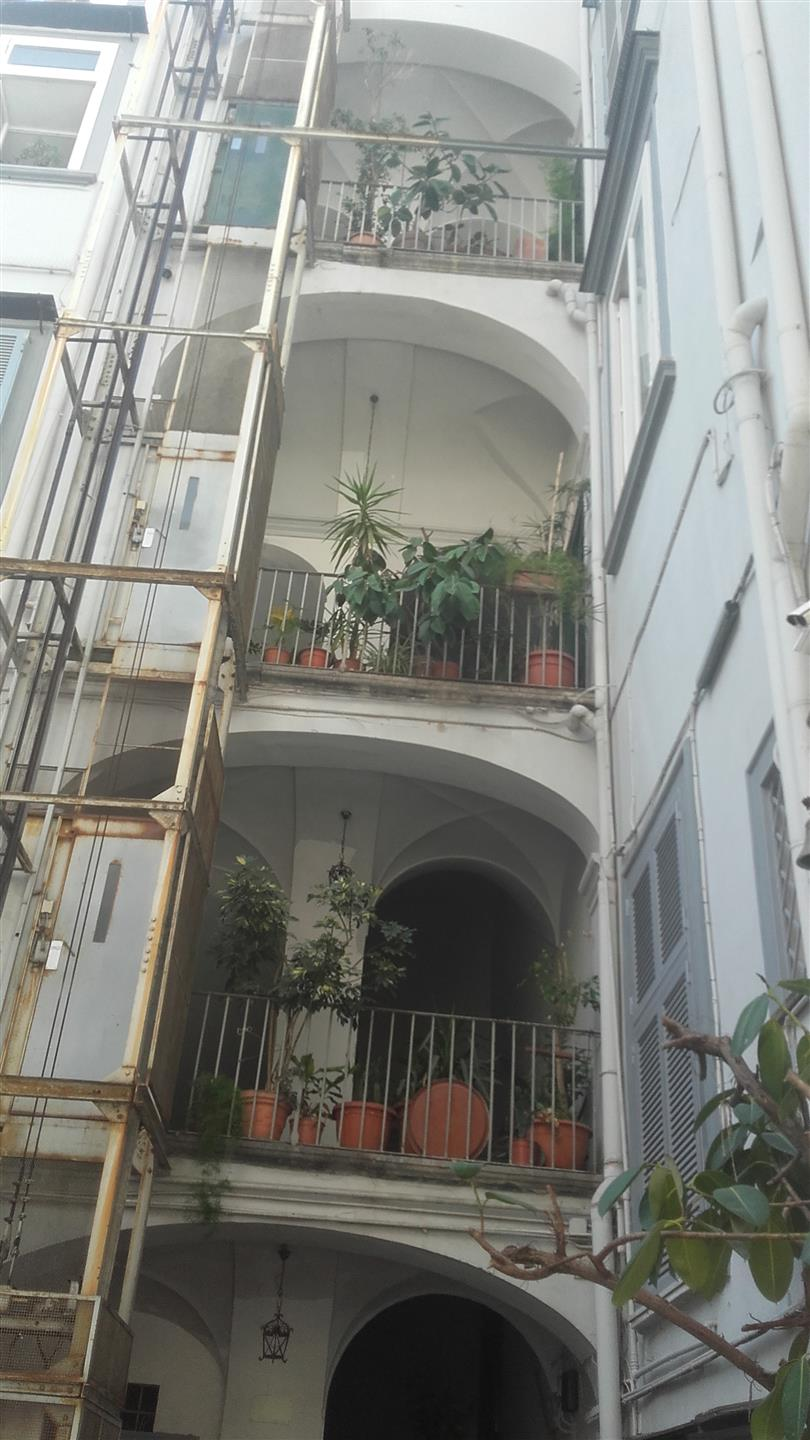
Offene Treppe aus dem 18. Jahrhundert
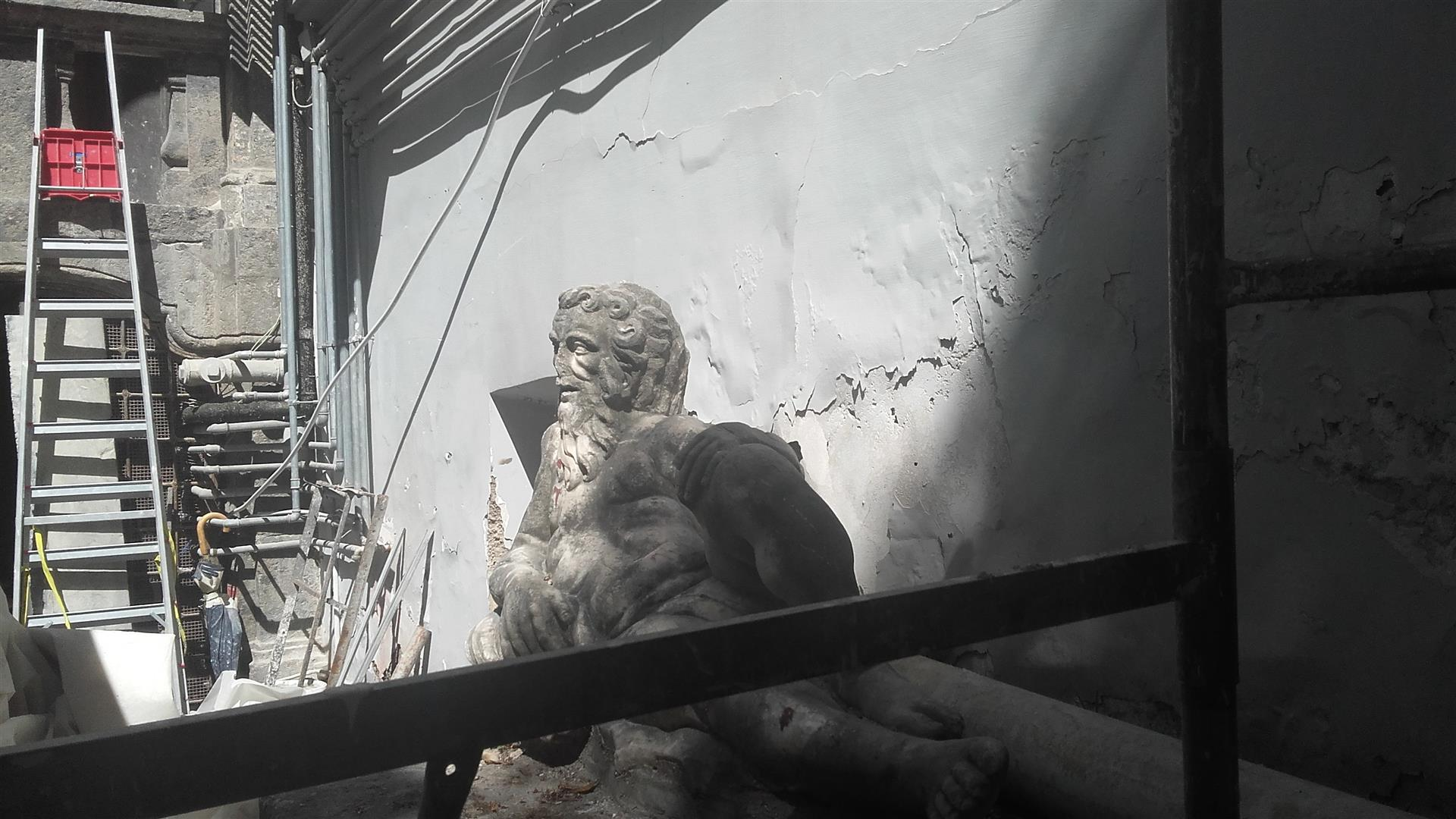
Eigenartige, allegorische Statue im Haupthof